# Dési Bouterse
Desiré Delano Bouterse (Domburg, 13 de outubro de 1945 – 23 de dezembro de 2024) foi um político e líder militar do Suriname, foi presidente de seu país de 2010 a 2020. Em 1980 conduziu um golpe militar que estabeleceu um governo militar.

## Biografia

### Carreira militar
Bouterse nasceu em 13 de outubro de 1945 em Domburg, localizado no distrito de Wanica, no Suriname. Sua família era de ascendência multiétnica ameríndia, africana, holandesa, francesa e chinesa. Quando jovem, mudou-se de Domburg para a capital Paramaribo, onde foi criado por uma tia. Ele frequentou o internato de St Jozef e mais tarde a escola Middelbare Handels School (equivalente ao ensino médio), que ele não terminou.
Em 1968, Bouterse mudou-se para a Holanda, onde foi recrutado para as forças armadas dos Países Baixos. Depois de completar seu serviço militar, ele se inscreveu para treinar como um oficial não comissionado na Koninklijke Militaire School, em Weert. Nesse período, Bouterse ficou conhecido como atleta, e foi escolhido como chefe do time de basquete.
Em 1970, Bouterse casou-se com Ingrid Figueira. Eles tiveram dois filhos: Peggy e Dino. Pouco depois do casamento, Bouterse foi designado para a base militar holandesa em Seedorf, Alemanha.
Em 11 de novembro de 1975, Bouterse retornou com sua família ao Suriname depois que obteve independência dos Países Baixos. Ele queria ajudar a estabelecer o exército surinamês. Em 1979, Bouterse aceitou um pedido de Roy Horb para se tornar presidente de uma nova união militar surinamesa.

### Golpe dos sargentos
Em 25 de fevereiro de 1980, Bouterse, Horb e outros 14 sargentos derrubaram o governo Henck Arron com um violento golpe militar, conhecido como Golpe dos Sargentos. Isso marcou o início da ditadura militar que dominou o Suriname de 1980 a 1991. Os sargentos que realizaram este golpe eram conhecidos como o Groep van zestien (Grupo dos Dezesseis). Bouterse era o líder do Groep van zestien. Após o golpe, tornou-se presidente do Conselho Militar Nacional do Suriname, que substituiu o governo democrático.
A aquisição militar, amplamente apoiada pela população, destinava-se oficialmente a combater a corrupção e o desemprego (que afectava então 18% da população activa), e a restaurar a ordem nos assuntos públicos. Contudo, "os planos políticos eram vagos, nenhuma discussão ideológica tinha tido lugar em preparação para o golpe", observa a historiadora Rosemarijn Hoefte.
No dia do golpe, os soldados de Bouterse atiraram e incendiaram a Delegacia Central do Suriname. Os restos deste edifício agora formam o "monumento da Revolução". Anualmente, em 25 de fevereiro, o golpe é comemorado.
Após o golpe, Bouterse inicialmente buscou apoio de Cuba, Granada, Nicarágua, Venezuela, e, mais tarde, da Líbia.  Os Países Baixos suspenderam a ajuda ao desenvolvimento à sua antiga colónia, desestabilizando a economia surinamesa. Ao mesmo tempo, a queda no preço da bauxite, a principal exportação do Suriname, exacerbou a crise económica. O regime foi logo confrontado com várias revoltas, por vezes lideradas por parte do exército, por vezes por civis. A partir de 1983, na sequência da invasão americana de Granada, o Suriname aproximou-se de Washington e expulsou diplomatas cubanos, talvez por medo da agressão americana.
A ditadura militar impôs um toque de recolher noturno, e restringiu a liberdade de imprensa (apenas um jornal, De Ware Tijd, foi autorizado a continuar publicando, mas sobre forte censura). Em 1985, proibiu os partidos políticos e restringiu a liberdade de reunião. Após os ''assassinatos de dezembro'' de quinze líderes da oposição no final de 1982, Bouterse fechou a Universidade do Suriname.
Desde o início da ditadura até 1988, os presidentes titulares foram essencialmente instalados pelo exército por Bouterse, que governou como um líder de facto do Suriname.

### Assassinatos de dezembro
De 7 a 8 de dezembro de 1982, 15 homens surinameses que haviam criticado a ditadura militar de Bouterse ou estavam ligados à tentativa de golpe de Estado em 11 de março de 1982, foram levados para o Forte Zelândia, onde foram torturados e mortos a tiros. Essas mortes são conhecidas como assassinatos de dezembro.
As 15 vítimas foram:
- John Baboeram, advogado
- Bram Behr, jornalista
- Cyrill Daal, líder sindical
- Kenneth Gonçalves, advogado
- Eddy Hoost, advogado
- André Kamperveen, jornalista e empresário
- Gerard Leckie, professor universitário
- Sugrim Oemrawsingh, cientista
- Lesley Rahman, jornalista
- Surendre Rambocus, militar
- Harold Riedewald, advogado
- Jiwansingh Sheombar, militar
- Jozef Slagveer, jornalista
- Robby Sohansingh, empresário
- Frank Wijngaarde, jornalista (com cidadania holandesa)

Em 10 de dezembro de 1982, Bouterse declarou no canal de televisão STVS que 15 presos "suspeitos que planejavam derrubar o governo no final de dezembro foram mortos a tiros enquanto tentavam fugir do Forte Zeelandia". Anos depois, Bouterse disse que não estava presente nas mortes. Em 2000, ele afirmou que a decisão por essas mortes foi tomada pelo comandante do batalhão, Paul Bhagwandas, que morreu em 1996. Bouterse aceitou a responsabilidade política como líder, mas ainda negou qualquer envolvimento direto.
Os julgamentos dos assassinatos de dezembro não ocorreram no Suriname até 30 de novembro de 2007. Entre os 25 suspeitos indiciados, Bouterse é a figura principal. Desde que o julgamento começou, Bouterse nunca foi ao tribunal. Em uma entrevista à Al Jazeera em 2009, Bouterse disse que o julgamento estava sendo usado por seus oponentes políticos para impedi-lo de concorrer novamente ao cargo e para seu próprio ganho político. Em abril de 2012, dois meses antes do veredicto no julgamento ser esperado, o membro do partido de Bouterse, Andre Misiekaba, disse, durante um debate no parlamento do Surinamese, que: "O julgamento dos assassinatos de dezembro é um julgamento político que tem o propósito de eliminar Bouterse da arena política e, portanto, a Lei de Anistia é necessária".

## Presidência
Após o retorno do governo democrático, liderado, em sucessão, por Ronald Venetiaan, Jules Wijdenbosche e novamente Venetiaan Bouterse tentou repetidamente retornar ao poder através das eleições. Nas eleições parlamentares do Suriname de 2010, Bouterse e sua coalizão, a Mega Combinação (Mega Combinatie), tornou-se o maior partido do Suriname, ganhando 23 dos 51 assentos no parlamento. A coalizão não conseguiu obter uma maioria absoluta no parlamento por três assentos (a metade de 50 mais 1 era necessária). Para garantir os votos necessários para se tornar presidente, Bouterse cooperou com o partido de seu antigo adversário, Ronnie Brunswijk, que tinha 7 assentos; e o partido Aliança Popular (Volks Alliantie) de Paul Somohardjo (6 assentos), que havia deixado o partido governista Nova Frente antes da eleição.
Em 19 de julho de 2010, Bouterse foi eleito presidente do Suriname com 36 dos 51 votos; ele assumiu o cargo em 12 de agosto de 2010. Seu companheiro de chapa Robert Ameerali tornou-se vice-presidente do Suriname.
Durante a sua presidência, Dési Bouterse introduziu os cuidados de saúde universais, as refeições escolares gratuitas, o salário mínimo e o regime nacional de pensões.

## Morte
Desi Bouterse morreu em 23 de dezembro de 2024, aos 79 anos, enquanto estava foragido desde sua condenação.